# Abe Vigoda
Abraham Charles "Abe" Vigoda (Nova York, 24 de fevereiro de 1921 – Trenton, 26 de janeiro de 2016) foi um ator dos Estados Unidos.
Intérprete de papéis secundários (como "Sal Tessio" no filme The Godfather), Abe Vigoda tornou-se conhecido ao ter sua morte anunciada por engano na revista People em 1982. Vigoda levou o erro na esportiva, posando para uma foto dentro de um caixão enquanto segurava um exemplar daquela edição da revista. Desde então o fato tem sido motivo de piada, com um site que informa a "condição atual" do ator e até uma extensão para o Mozilla Firefox que diz se ele está vivo ou morto.
Segundo o diretor Francis Ford Coppola, Abe foi escalado para o papel de "Tessio", em O Poderoso Chefão (1972) a partir de um casting aberto. Ele foi selecionado a partir de um pool de 500 atores desconhecidos que fizeram testes para o papel.
Morreu em 26 de janeiro de 2016, aos 94 anos de idade, em Nova Jersey, de causas naturais.